# Záluží (Litoměřicei járás)
Záluží település Csehországban, a Litoměřicei járásban. Záluží Račice, Dobříň, Bechlín és Brzánky településekkel határos. Lakosainak száma 217 fő (2024. január 1.).

## Népesség
A település lakosságának változását az alábbi diagram mutatja:
| Lakosok száma | 159  | 144  | 204  | 150  | 123  | 88   | 173  | 187  | 202  | 217  |
|               | 1869 | 1890 | 1921 | 1950 | 1980 | 2001 | 2017 | 2019 | 2022 | 2024 |